# أورامان
أورامان هي مدينة في مقاطعة سرف أباد، إيران. عدد سكان هذه المدينة هو 2,754 في سنة 2006.